# Художній керамік
Заво́д «Худо́жній кера́мік» — підприємство легкої промисловості Радянського Союзу, згодом України, що діяло в смт. Опішні у 1960–2002 роках.

## Історія створення

Працівники артілі «Художній керамік». Опішня. Кінець 1930-х рр.

У 1929 р. за ініціативою кустарів Опішні та навколишніх сіл загальною кількістю близько 200 чоловік створюється кооперативно-промислова артіль «Художній керамік».
У грудні 1960 р. артіль було реорганізовано у завод «Художній керамік», підпорядкований Міністерству легкої
промисловості УРСР.
На початку 1962 р. за наказом № 54 Управління художніх промислів, Опішнянський промкомбінат було об'єднано з заводом. Новостворене підприємство мало назву «Опішнянський завод художніх виробів „Художній керамік“».

## Функціонування заводу

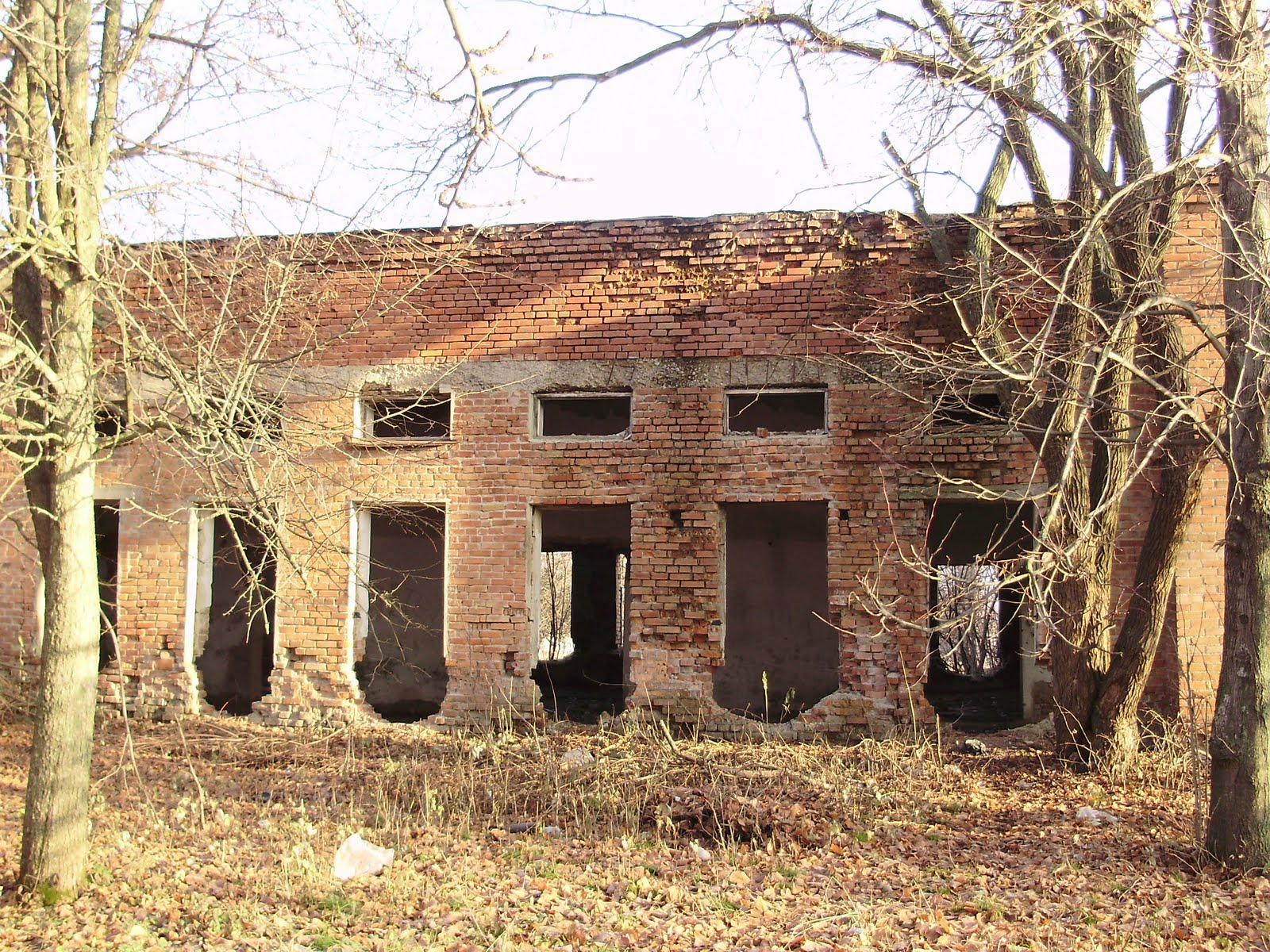
Сучасний стан третього цеху «Художнього кераміка»

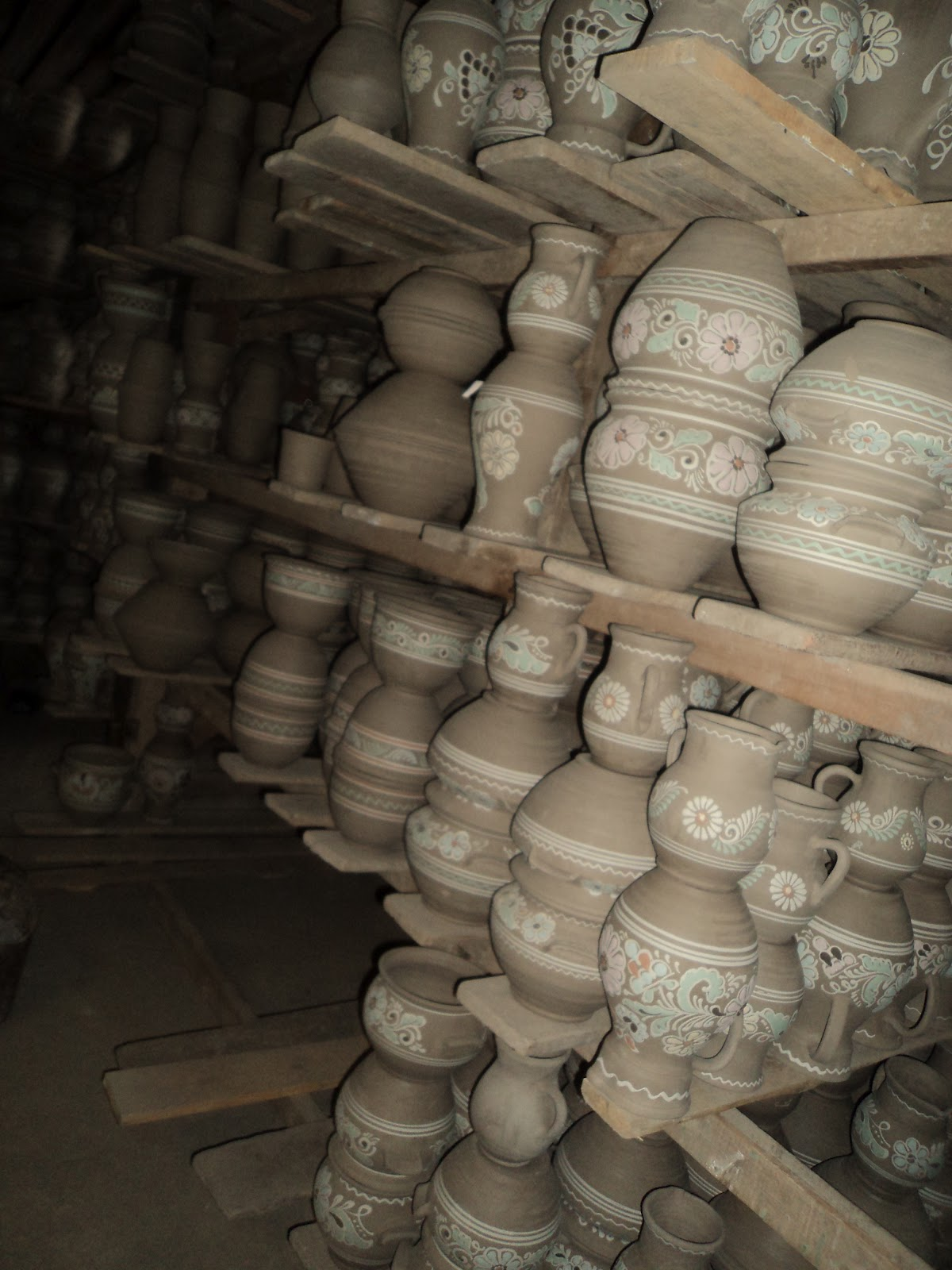
Керамічна продукція заводу «Гончарний круг»

На початку 1970-х рр. на «Художньому кераміку» працювало близько 330 осіб. Вироби майстрів заводу користувалися попитом за кордоном: у 1967 р. підприємство експортувало свої вироби у Канаду, Данію, Бельгію, НДР, Італію, Румунію, Японію, Угорщину.
1969 р. за ініціативою головного художника підприємства Петра Ганжі було проведено першу виставку опішнянських гончарних виборів. Свої роботи представили 12 майстрів. Виставка експонувалася спочатку у Полтаві, потім у Харкові. Результатом виставки стало прийняття до Спілки художників України у 1970 р. сімох робітників заводу, серед них — Пошивайло Гаврило, Олександра Селюченко.
На Всесоюзній виставці самодіяльного та народного декоративно-прикладного мистецтва у 1970 р. в Москві працівники заводу отримали всі медалі: золота — дісталась М. Пошивайлу, срібна — І. Білику, бронзова — В. Нікітченку.
1970 р. на заводі запрацювала художньо-експериментальна лабораторія, де творчі майстри працювали над вдосконаленням форм та розпису кераміки. Двом творчим майстрам лабораторії — Івану Білику та Олександрі Селюченко — було присвоєно звання «Заслужений майстер народної творчості УРСР».
З 1979 р. по 1984 тривала реконструкція заводу. Першими числами жовтня 1984 у дію ввели 6400 м² виробничих площ, оснащених вітчизняним та імпортним обладнанням. Змінилася структура підприємства. Завод поділявся на:
- цех розмолу матеріалів
- цех сирцю
- цех формування виробів на шпиндельних верстатах
- цех відливки у гіпсових формах
- цех випалу керамічних виробів
- допоміжні служби
- творчо-експериментальну лабораторію

1986 р. при заводі було відкрито філіал Решетилівського художньо-промислового технічного училища (ХПТУ-28), яке готувало гончарів-формувальників, малювальниць, ліпщиків.
10 березня 1986 р. адміністрація надала приміщення для новоствореного Музею гончарства в Опішні.

## Криза
Починаючи з кінця 1980-х — початку 1990-х рр. завод охоплює загальна криза, пов'язана зі зміною суспільно-політичної структури суспільства та переходом на ринкову систему господарювання. У таких умовах адміністрація підприємства 3 листопада 1995 видала наказ «Про зупинку виробництва».
Тимчасове часткове відновлення роботи підприємства почалося з 1996 року. Для випалу керамічних виробів було реставроване старе дров'яне горно. У 1998 р. «Художній керамік» випустив готової продукції на суму 210,7 тис. грн. у 1999 р. — 192,4 тис. грн., а в 2000  р. — 250,6 тис. грн. Проте, навесні 2002 р. збанкрутіле підприємство повністю припинило своє існування.

## Див. також

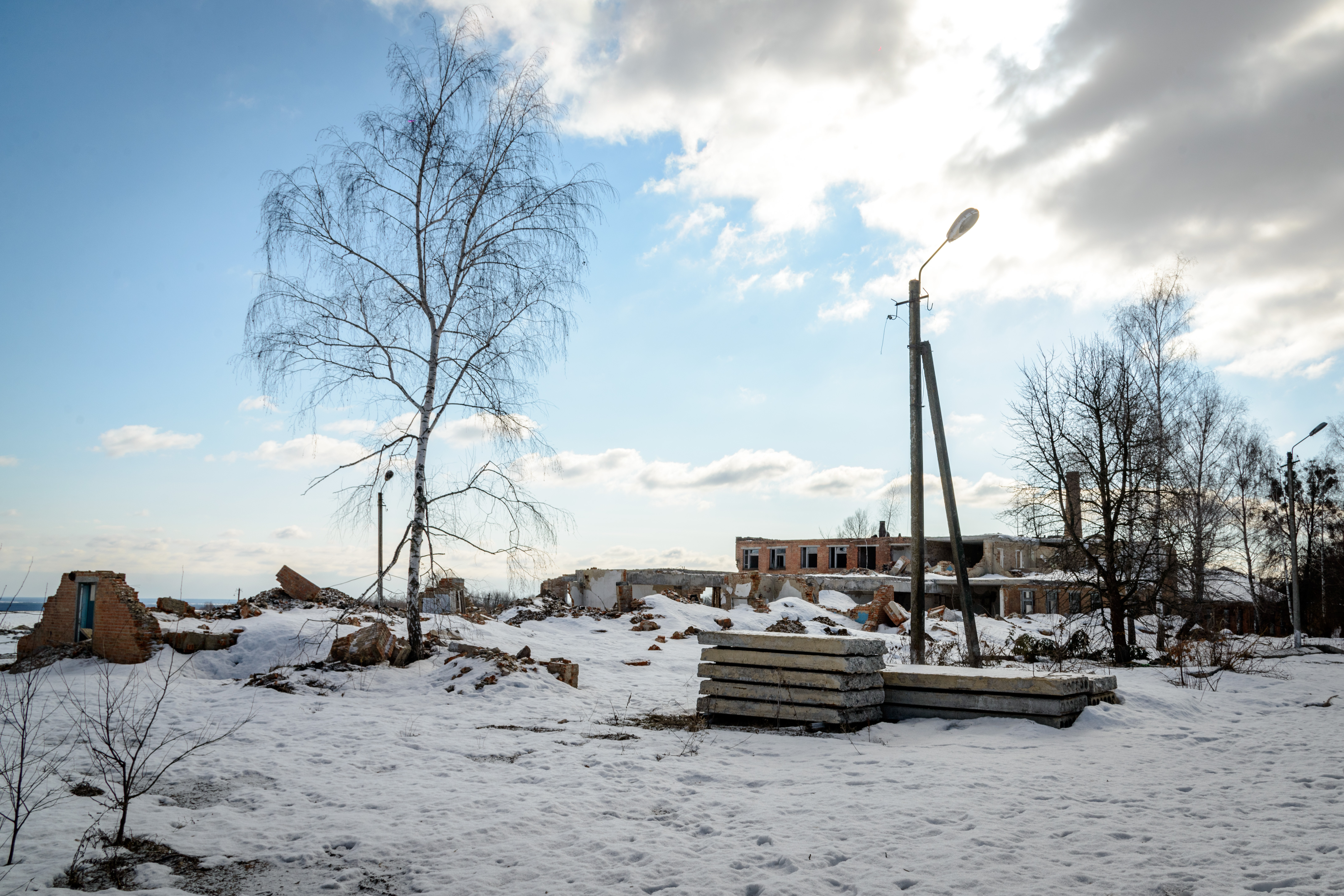
Руїни заводу «Художній керамік» (2019)
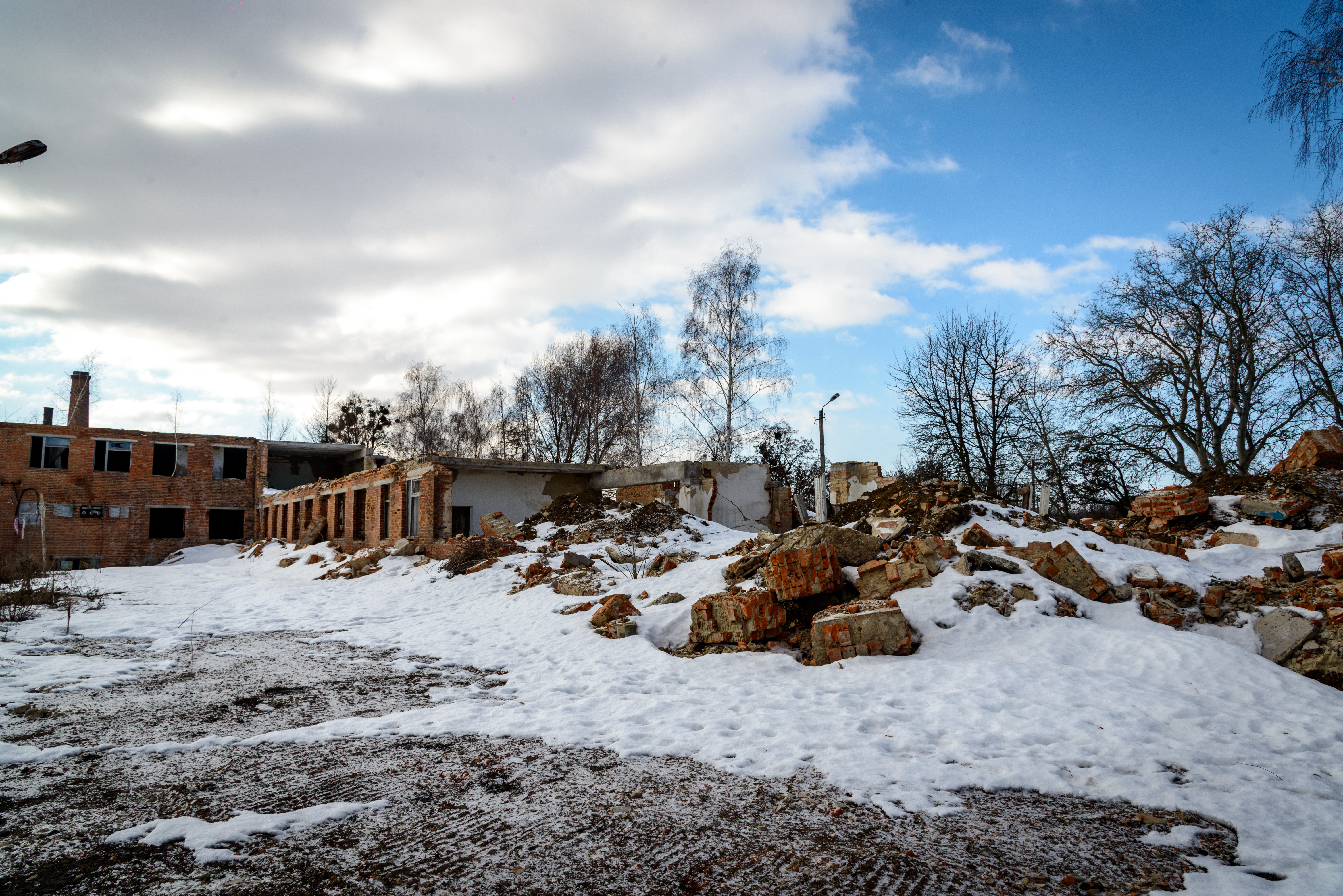
Руїни заводу «Художній керамік» (2019)

## Сучасний стан
Після зупинки заводу гончарський промисел в селищі занепав. Неподалік центра Опішні можна зустріти порожній перший цех заводу, пустує також і третій цех. З 2002 р. в старому приміщенні «Художнього кераміка» функціонує приватне підприємство «Гончарний круг», де на той час працювало близько 40 осіб. Колектив виготовляє широкий асортимент гончарної продукції. Це переважно посуд утилітарного призначення: миски, глечики, макітри, горщики, куманці, барильця, тикви, кухлі, супники, ковбасниці, тарелі тощо.